# Tori paardenboerderij
De Tori paardenboerderij is een paardenboerderij gelegen in de Estse plaats Tori. De boerderij fokt Tori paarden en heeft een geschiedenis die teruggaat tot 1856. Bezoekers kunnen deelnemen aan verschillende rondleidingen te voet, te paard of met een koets, en paardrijden op het terrein en de omgeving is ook mogelijk. Het boerderijcomplex huisvest momenteel meer dan 50 Tori- en Estse paarden, met plannen om het aantal dieren uit te breiden. Binnen de boerderij is er een museum gewijd aan de geschiedenis van de boerderij en het Tori paardenras, dat wordt beheerd door het Ests plattelandsmuseum, dat ook verantwoordelijk is voor het beheer van het Ests landbouwmuseum en het C.R. Jakobson boerderijmuseum.